# Robert J. Forbes

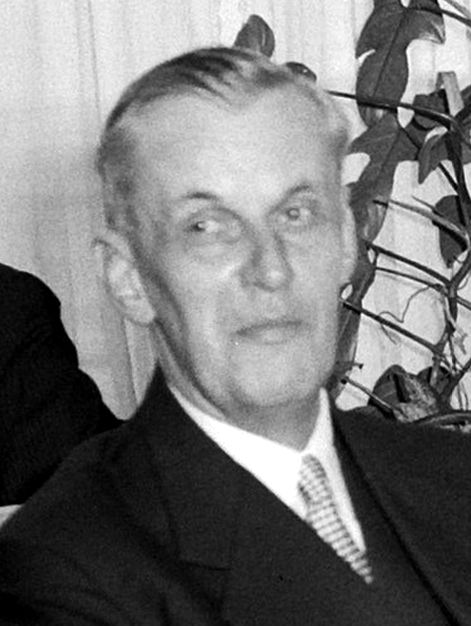
Robert Forbes (1959)

Robert Jacobus Forbes, auch Robert James Forbes, (* 21. April 1900 in Breda; † 13. Januar 1973 in Haarlem) war ein niederländischer Wissenschaftshistoriker.
Forbes hatte schottische Vorfahren und wuchs in China auf. Von 1917 bis 1923 studierte er Chemie an der TU Delft und war danach bis 1958 als Chemiker bei der Royal Dutch Shell. Ab 1947 war er auch Professor für Geschichte Angewandter Naturwissenschaft und Technik an der Universität von Amsterdam. 1959 wurde er Mitglied der Königlich Niederländischen Akademie der Wissenschaften.
Er befasste sich vor allem mit Technikgeschichte, zum Beispiel Geschichte der Ölverarbeitung und der Straßen in der Antike, Simon Stevin. Mit Eduard Jan Dijksterhuis veröffentlichte er eine Übersicht über die Geschichte der Naturwissenschaften und Technik. Er erhielt 1962 die erste Leonardo da Vinci Medal für Technikgeschichte.

## Schriften
- Notes on the history of ancient roads and their construction. Amsterdam 1934; 2. Auflage 1964.
- Bitumen and Petroleum in Antiquity. Brill, Leiden 1934.
- Bibliographia Antiqua: Philosophia Naturalis. 10 Teile in 6 Bänden und 2 Supplementbänden. Leiden 1940–1963.
- A Short History of the Art of Destillation from the Beginnings up to the Death of Cellier Blumenthal. Brill, Leiden 1948; Neudruck ebenda 1970.
- Man the Maker. A History of Technology and Engineering. Schuman, New York 1950.
- Studies in Ancient Technology. 9 Bände. Brill, Leiden 1955–1964 (Neuauflagen bis 1993).
  - Band 1,  Bitumen and petroleum in antiquity; the origin of alchemy; water supply, 1955, 2. Auflage 1964, 3. Auflage 1993,
  - Band 2: Irrigation and drainage; Power; Land transport and road-building; The coming of the camel, 1955, 2. Auflage 1965,
  - Band 3: Cosmetics and perfumes in antiquity; Food, alcoholic beverages, vinegar; Food in classical antiquity; Fermented beverages 500 B.C. - 1500 A.D.; Crushing; Salts, preservation processes, mummification; Paints, pigments, inks and varnishes, Leiden: E. J. Brill, 1955, 2. Auflage 1965, 3. Auflage 1993,
  - Band 4: The fibres and fabrics of antiquity; Washing, bleaching, fulling and felting; Dyes and dyeing; Spinning; Sewing, basketry and weaving; Weaving and looms; Fabrics and weavers, Leiden: E.J. Brill, 1956, 2. Auflage 1964, Reprint 1987,
  - Band 5: Leather in antiquity; Sugar and its substitutes in antiquity; Glass, Leiden: E.J. Brill, 1957, 2. Auflage 1966,
  - Band 6: Heat and heating; Refrigeration, the art of cooling and producing cold; Light, Leiden: E. J. Brill, 1958, 2. Auflage 1966,
  - Band 7: Ancient geology; Ancient mining and quarrying; Ancient mining techniques, Leiden: E. J. Brill, 1963, 2. Auflage 1966
  - Band 8: Metallurgy in antiquity, part 1; Early metallurgy, the smith and his tools, gold, silver and lead, zinc and brass, Leiden: E. J. Brill, 1964, 2. Auflage 1971
  - Band 9: Metallurgy in antiquity, part 2; Copper and bronze, tin, arsenic, antimony and iron, Leiden: E. J. Brill, 1964, 2. Auflage 1972
- mit E. J. Dijksterhuis: History of Science and Technology, 2 Bände, Penguin 1963
- Studies in Early Petroleum History, Leiden, Brill 1958
- More Studies in Early Petroleum History, 1860–1880, Leiden: Brill 1959
- Herausgeber: The principal works of Simon Stevin 1966
- The Conquest of Nature: Technology and Its Consequences, New York: Praeger 1968